# Chlorixanthe flavoviridis
Chlorixanthe flavoviridis är en skalbaggsart som beskrevs av Thomson 1860. Chlorixanthe flavoviridis ingår i släktet Chlorixanthe och familjen Cetoniidae. Inga underarter finns listade i Catalogue of Life.